# Lamotte-du-Rhône
Lamotte-du-Rhône è un comune francese di 422 abitanti situato nel dipartimento della Vaucluse della regione della Provenza-Alpi-Costa Azzurra.

## Società

### Evoluzione demografica
Abitanti censiti